# Всевелод Панютин
Всѐволод Фьодорович Панютин (на руски: Всеволод Фёдорович Панютин) е руски офицер, генерал-лейтенант. Участник в Руско-турската война (1877-1878).

## Биография
Всеволод Панютин е роден на 20 януари 1833 г. в Русия в семейството на потомствения дворянин генерал-лейтенант Фьодор Панютин, член на Държавния съвет. Ориентира се към военното поприще. Завършва Пажеския корпус с инженерна специалност. Започва действителна военна служба с производство в първо офицерско звание прапорщик в лейбгвардейския Преображенски полк (1852).
Участва в Кримската война (1853-1856) в частите, охраняващи Балтийското крайбрежие срещу вероятен британско-френски десант. Преминава на служба в армейската пехота (1855).
Участва в потушаването на Полското въстание (1863 – 1864). Повишен във военно звание полковник от 1867 г. Излиза в оставка през 1868 г.
Завръща в Руската армия през 1873 г. Назначен е за командир на 105-и Оренбургски пехотен полк.
Участва в Руско-турската война (1877-1878). Получава назначение като командир на 63-ти Углицки пехотен полк. Проявява се при освобождаването на Плевен и е назначен за комендант на града.
Участва с полка в зимното преминаване на Химитлийския проход. Бие се храбро в Шейновската битка. По свидетелството на военния кореспондент Василий Верешчагин полковник Всеволод Панютин пръв достига главния неприятелски редут със знаме в ръка.  Наречен е герой на Шейновския бой. Награден е с Орден „Свети Георги“ IV ст. Недалеч от Харманли разгромява неприятелска колона от 6 табура и завладява грамаден обоз с продоволствие и боеприпаси. За превземането на Плевен награден със златно оръжие „За храброст“ и е повишен във военно звание генерал-майор от 1879 г.
След войната е командир на лейбгвардейския Кексхолмски полк (1879), 1-ва бригада от 3-та гвардейска пехотна дивизия, 5-а пехотна дивизия и 11-а пехотна дивизия. Повишен е във военно звание генерал-лейтенант от 1890 г.
Умира на 12 януари 1895 г. в своето имение Забрал близо до Луцк, Волинска губерния.